# Sărata-Răzeși
Sărata-Răzeși è una località della Moldavia situata nel distretto di Leova di 1.369 abitanti al censimento del 2004